# الرب وحقي

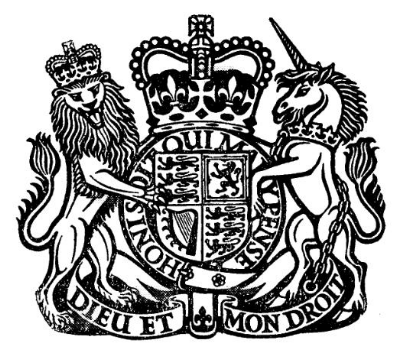

الرب وحقي (بالفرنسية: دْيُو إِي مُونْ دْرْوَا Dieu et mon droit، من Dieu: الرب أو الله، إِي et: و(حرف العطف)، مُونْ mon: لِي\مِلْكِي، دْرْوَا droit: الحقّ) الشعار المستخدم عادةً في البلاط البريطاني منذ أن تمّ تبنيه لأول مرّة من قبل هنري الخامس (1413 - 1422 م).
وقد كتب الشعار بالفرنسية بدلاً من الإنجليزية نظرًا لأن الأخيرة لم تستبدل الفرنسية إلا حديثًا كلغة الطبقة الحاكمة في بريطانيا. فقد تحدث هنري الخامس الفرنسية وتم تتويجه ملكًا على فرنسا وبريطانيا. فعلى سبيل المثال، فإن الشعار المكتوب على رباط المنظمة (Honi soit qui mal y pense) كان مكتوبًا بالفرنسية.
ويقال بأن جملة الرب وحقي قد استخدمت بدايةً ككلمة سرّ من قبل الملك ريتشارد الأول في عام 1198م في معركة جيزور التي هزم فيها الفرنسيين. وتعني العبارة أن الملك ريتشارد لا يدين بملكيته إلا إلى الرب وموروثه، ولذلك فهو لا يخضع لأية قوة على الأرض أو حكومة.